# Степановка (Емильчинский район)
Степа́новка (укр. Степанівка) — село на Украине, находится в Емильчинском районе Житомирской области.
Код КОАТУУ — 1821786801. Население по переписи 2001 года составляет 906 человек. Почтовый индекс — 11214. Телефонный код — 4149. Занимает площадь 2,791 км².

## Адрес местного совета
11214, Житомирская область, Емильчинский р-н, с.Степановка, ул.Рад, 95